# KinderundJugendmedien.de
KinderundJugendmedien.de ist ein wissenschaftliches Onlineportal zur Kindermedien- und Jugendmedienforschung im deutschsprachigen Raum. Es stellt Informationen über Themen, Entwicklungen und Neuerscheinungen im Kindermedien- und Jugendmedienbereich bereit und soll als Plattform zum wissenschaftlichen Austausch dienen. Zudem macht das Portal Studierenden Lerninhalte online verfügbar und bietet ihnen zugleich die Möglichkeit, am Forschungsdiskurs teilzunehmen, indem sie eigene Rezensionen erarbeiten und veröffentlichen können. Aktuell umfasst KinderundJugendmedien.de nahezu 3.000 Beiträge von über 200 verschiedenen Autoren (August 2019).
Herausgegeben wird das Portal unter der Leitung der Literatur- und Medienwissenschaftler Tobias Kurwinkel (Universität Duisburg-Essen), Philipp Schmerheim (Universität Hamburg) und Stefanie Jakobi (Universität Bremen).

## Entwicklung
KinderundJugendmedien.de ist 2012 im Rahmen eines Lehr- und Forschungsprojekts am Institut für Germanistik der Heinrich-Heine-Universität Düsseldorf entstanden. Am 15. Mai 2012 ging das Onlineportal live und hatte sich bis 2016 laut einem Fachmedien „(…) zur größten Internetplattform seiner Art im deutschsprachigen Raum entwickelt.“
Von Januar 2015 bis Juli 2019 gehörte das Onlineportal zur Universität Bremen, eingebunden war es dort in den Arbeitsbereich Kinder- und Jugendmedien im Fachbereich 10. Seitdem ist das Portal an der Universität Duisburg-Essen am Institut für Germanistik, Abteilung Literaturwissenschaft und Literaturdidaktik (Prof. Dr. Tobias Kurwinkel), angesiedelt. Über die dreiköpfige Redaktionsleitung besteht seit dem Umzug eine besonders enge Zusammenarbeit zwischen der Abteilung an der Universität Duisburg-Essen, dem Arbeitsbereich Kinder- und Jugendliteratur an der Universität Bremen und dem Institut für Germanistik der Universität Hamburg.
Im Rahmen eines vom Bundesministerium für Bildung und Forschung (BMBF) geförderten Projekts konnte das Fachlexikon von KinderundJugendmedien.de 2016 ausgebaut werden: Studierende können seitdem die Inhalte eines literaturwissenschaftlichen Fachlexikons in den Bereichen Rhetorik, Epik, Lyrik und Drama abrufen und so zeit- und ortsunabhängig lernen. Von 2018 bis 2020 wird das Fachlexikon durch ein ähnliches Drittmittelprojekt auch um fachdidaktische Inhalte ergänzt: KinderundJugendmedien.de trägt damit zur Vernetzung von Fachwissenschaft und -didaktik in Forschung und Lehre bei.
Im September 2017 wurde KinderundJugendmedien.de Mitgliedsverband im Arbeitskreis für Jugendliteratur e. V. Seit Mai 2018 ist das Portal Mitglied der Deutschen Akademie für Kinder- und Jugendliteratur e. V. in Volkach.

## Inhalte
KinderundJugendmedien.de besteht aus drei Hauptbereichen: Einem Forschungsbereich mit Fachlexikon, einem Kritik- und einem Informationsbereich. Die Beiträge des Portals stammen überwiegend von Kinder- und Jugendmedienwissenschaftlern aus dem deutschsprachigen Raum. Zu den Autoren gehören u. a. Hans-Heino Ewers (Universität Frankfurt), Petra Josting (Universität Bielefeld), Bettina Kümmerling-Meibauer (Universität Tübingen), Heidi Lexe (Universität Wien), Jana Mikota (Universität Siegen), Horst Schäfer (Köln), Isa Schikorsky (Köln), Petra Vogel (Universität Siegen) und Hans Jürgen Wulff (Universität Hamburg). Zudem werden regelmäßig Beiträge von Studierenden aus Projektseminaren an den Universitäten Düsseldorf, Bremen, Köln und Erfurt eingebunden.
Zur Qualitätssicherung der Beiträge durchlaufen die Texte verschiedene Phasen der Begutachtung, des Korrektorats und des Lektorats durch jeweils zwei Redakteure.

### Forschungsbereich
Im Forschungsbereich informiert ein Fachlexikon über literatur- und medienwissenschaftliche Sachbegriffe: Neben Beiträgen zur Rhetorik, Epik, Lyrik und Dramatik finden sich hier auch einzelne Begriffe, die dezidiert aus dem Feld der Kinder- und Jugendmedienforschung stammen sowie Auskunft zu Autoren, Werken sowie ausgewählten Stoffen und Motiven bieten. Im Bereich Mediageschichte ist ein Werk der Kinderfilmgeschichte in Entstehung, das vom Kinderfilmhistoriker Horst Schäfer geschrieben wird. Die Mediageschichte bietet zudem Artikel zur Geschichte der Kinder- und Jugendliteratur und einen historischen Überblick über das deutsche Kinder- und Jugendfernsehen.
Im Forschungsbereich ist auch die Rubrik zum wissenschaftlichen Arbeiten verortet.

### Kritikbereich
Auf dem Portal erscheinen regelmäßig Rezensionen zu neuen und klassischen Büchern, Filmen und Bilderbüchern sowie Hörspielen und -büchern für Kinder und Jugendliche sowie zu aktuellen Fachpublikationen zu Themen der Kinder- und Jugendmedienforschung. In dieser Kategorie kooperiert das Portal mit der Redaktion der Kinder- und Jugendliteraturseite der Süddeutschen Zeitung.

### Informationsbereich
Der Informationsbereich umfasst zum einen eine Nachrichtenrubrik und einen dazugehörigen Newsletter. Diese informieren über aktuelle Debatten, Festivals, Tagungen, Workshops und weitere Entwicklungen im Kinder- und Jugendmedienbereich sowie über die Arbeit der Deutschen Akademie für Kinder- und Jugendliteratur e. V. Hierbei kooperiert das Portal u. a. mit dem Kinder- und Jugendfilmzentrum in Deutschland. Zum anderen können Interessenten im Informationsbereich auch auf Bibliographien und Linkographien zur Forschung zur Kinder- und Jugendliteratur, zum Kinder- und Jugendfilm, zum Bilderbuch, zum Comic, zum Märchen oder zur Fantastik zugreifen. Darüber hinaus stellen sich auf dem Portal Kinder- und Jugendbuchverlage, Gesellschaften und Verbände, Fachmessen, Portale und Publikationen sowie universitäre und nicht-universitäre Einrichtungen vor.

## Rezeption
Das Portal wurde in der Fachpresse sowie in der Tagespresse besprochen. Die Rheinische Post wies auf die „große Anzahl von Literatur- und Filmrezensionen“ hin, während die Fachpublikation Buch & Maus, die Zeitschrift des Schweizerischen Instituts für Kinder- und Jugendmedien, die Verzahnung von Forschung und Lehre hervorhob:

„Mit dieser Kombination von Forschung und Lehre versucht KinderundJugendmedien.de nicht nur erstmals auf breiter Basis, die Kinder- und Jugendliteraturforschung und die Forschung zu Kinder- und Jugendmedien auf einer gemeinsamen Plattform zu versammeln, sondern auch die Gestaltungsmöglichkeiten der universitären Lehre zu erweitern. Die HHU ist mit diesem Portal und einer Reihe weiterer Projekte zu Kinder- und Jugendliteratur derzeit eine der aktivsten deutschsprachigen Universitäten im Kinder- und Jugendmedienforschungsbereich.“

Diesen Aspekt weist auch Stefanie Jakobi in der Vorstellung des Portals und seiner Einbindung in das vom Bundesministerium für Bildung und Forschung (BMBF) geförderten Projekts „Forschend lernen mit KinderundJugendmedien.de im Fach Deutsch des BA BiPEB“ in der „PH lesenswert“ (Heft 1 2016) nach:

„Ziel dieses Projektes ist es, die wissenschaftliche Auseinandersetzung der Studierenden mit Kinder- und Jugendmedien zu fördern und zu diesem Zweck auch die Inhalte des Portals gezielt in die Lehre miteinzubeziehen. Im Moment wird aus diesem Grund das Fachlexikon umgebaut und (…). Gleichzeitig sollen die Studierenden im Rahmen von Literatur- und Filmkritikseminaren die Möglichkeiten des Portals verstärkt nutzen können, um über eigene Beiträge am Forschungsdiskurs teilzunehmen.“

Zudem verdeutlicht sie in ihrer Auseinandersetzung die Adressatenvielfalt des Portals, das

„für Studierende, FachwissenschaftlerInnen sowie Eltern und Lehrkräfte Informationen über aktuelle Entwicklungen im Bereich der Kinder- und Jugendmedien und der Kinder- und Jugendmedienforschung“

 bietet.
Erwähnung findet in der Fachpresse zudem die transmediale Ausrichtung des Portals:

„[D]ie einzelnen Beiträge [tragen] der zunehmenden Bedeutung von cross- und transmedialen Angeboten im Bereich der Kinder- und Jugendmedienforschung Rechnung (…).“

Dieser Aspekt wird auch in der Vorstellung von KinderundJugendmedien.de in der Ausgabe 2.5 des „Closure“-Journals ausgestellt, wobei darüber hinaus ein Ausblick in die weitere Entwicklung des Portals gegeben wird:

„Einen besonderen Fokus richten die veröffentlichten Beiträge auf medienübergreifende Phänomene, um so der zunehmenden Tendenz der Kinder- und Jugendmedienforschung hin zu cross- und transmedialen Angeboten gerecht zu werden. Im Bereich des grafischen Erzählens dominieren bisher Beiträge zur Bilderbuchforschung. In Zukunft ist ein Brückenschlag zwischen Bilderbuch- und Comicforschung anvisiert, über den letztere stärker in das Portal eingebunden werden soll.“